# Roy Horb
Roy Dennis Horb (13 de diciembre de 1953 - 2 de febrero de 1983) fue un militar surinamés. Fue uno de los sargentos participantes del Golpe de los Sargentos el 25 de febrero de 1980. Era la mano derecha del líder del ejército Dési Bouterse.

## Biografía
Horb era sargento en Surinam. En 1979, pidió a Dési Bouterse que fuera presidente de una nueva organización militar, y que tomara el poder mediante un golpe de Estado. El 25 de febrero de 1980, Bouterse, Horb y catorce sargentos derrocaron al gobierno de Henck Arron con un violento golpe de Estado militar,  conocido como el golpe de los sargentos. Horb se convirtió en el segundo al mando en el Consejo Nacional Militar de Surinam.
El 11 de marzo de 1982, Surendre Rambocus intentó un contragolpe. Wilfred Hawker, que estaba en prisión tras un fracasado contragolpe en 1981, escapó. Este contragolpe también falló y Hawker fue capturado y ejecutado sumariamente por Horb.
El 7 de diciembre de 1982, los militares detuvieron a 16 opositores que habían criticado al gobierno militar y los encerraron en el Fuerte Zeelandia, en Paramaribo. Todos fueron asesinados, con la excepción de Fred Derby, ya que Horb pidió que fuese puesto en libertad. Bouterse dio órdenes a Horb de forzar una confesión de los prisioneros, si era necesario por la fuerza.
Bouterse y Horb tenían una diferencia de opinión sobre el camino a seguir. Forzado por el aislamiento internacional, Bouterse buscó el apoyo de los regímenes izquierdistas de Fidel Castro en Cuba y de Maurice Bishop en Granada. Horb estaba en contra de este apoyo. Fue a Pittsburgh para conversar con la CIA. Cuando sus contactos de la CIA le preguntaron si podían hacer algo por él, ordenó dos caballos de carreras. Como resultado, sus contactos quedaron expuestos.
El 30 de enero de 1983, Horb, ahora comandante y subcomandante del ejército surinamés, fue arrestado junto con el sargento John Hardjoprajitno. Fueron encarcelados bajo la acusación de socavar la seguridad del Estado y de participar en una conspiración para asesinar a Bouterse. El 2 de febrero, Horb fue encontrado muerto en su celda en el cuartel penal de la Policía Militar. Tenía 29 años.